# 城际铁路

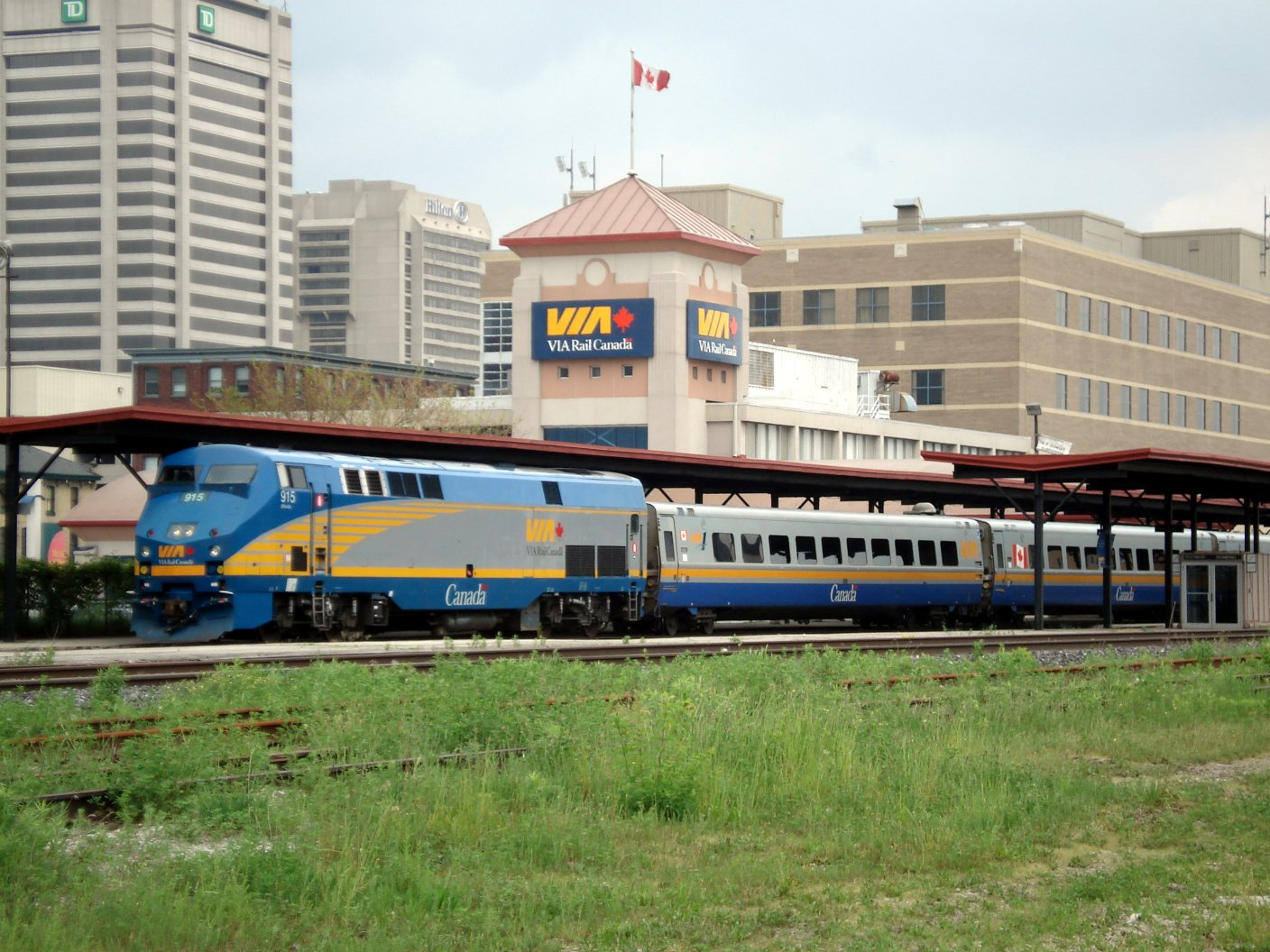
加拿大Via城際列車

城際列车（英語：Inter-city rail），是連結城市間的鐵路運輸服务。可以提供旅客商務旅行、觀光等多方面的服務。一般而言，城際列車／鐵路可以說是一個國家鐵路交通的動脈。自鐵路技術開始發展，鐵路最早的用途之一便是城市間的運輸。
城際列車和通勤列車及其他軌道運輸最大的不同點在於：
- 運輸距離較長，通常會超過200公里。
- 停靠站數較少。
- 營運速度較快。
- 列車內裝較豪華，跨夜行駛的列車甚至會掛載臥舖車。

## 各地概況

### 中國大陸
1997年，中华人民共和国铁道部實施「提速」。之後的六次提速中，大量的特快列車、直達列車開始運行。在2007年第六次提速後，鐵道部開行「和谐號」动车组，時速可高達200公里以上。尤其是高速铁路陆续建成，如京广高铁、京沪高铁、沪昆高铁，运行最高时速达到350公里。除轮轨外，磁悬浮列车也作为城际轨道交通的一部分，目前上海有最高运行时速431公里的磁悬浮连接浦东国际机场和浦东市区——上海磁浮线。
中国国铁“城际铁路”与本页面城际铁路有所区别，中国国铁“城际铁路”一般已然达到高速铁路水准，仅为某些习惯命名（例如京津城际铁路，其属于京沪通道东线）。

### 香港
香港最主要的城際列車是連接九龍紅磡站和廣州廣州東站的廣九直通車（又稱港穗直通車）。港穗直通車通常使用九廣通或者以韶山8型電力機車牽引客車運行。此外，亦有連接香港九龍與上海、北京的滬九直通車、京九直通車，部分班次由於行駛於電氣化區段，故可使用韶山8、9型電力機車、和谐1D型电力机车中国列車運行。而在廣深港高速鐵路香港段完工後，亦將有14個內地城市與香港開通城際高鐵班次，時速350公里（在香港的隧道內時速為200公里）。

### 台灣
台灣的城際列車可分為以下兩個種類：
- 傳統鐵路（台湾铁路#对号列车）
  - 以自強號費率收費：
    - 太魯閣號：由TEMU1000傾斜式列車運行，主要行駛於東部幹線之電化區間，最高時速130公里。
    - 普悠瑪號：由TEMU2000傾斜式列車運行，主要行駛於樹林至台東，最高時速140公里。
    - 自強號：由推拉式電車、電聯車、柴聯車運行，最高時速為110～130公里。

  - 以莒光號費率收費：
    - 一般莒光號：由電力機車或柴電機車牽引客車運行，最高時速100公里。
    - 觀光列車附掛莒光號自由行客車：由電力機車或柴電機車牽引客車運行，最高時速110公里。

  - 以復興號費率收費：
    - 復興號客車：由電力機車或柴電機車牽引客車運行，最高時速100公里。
    - 對號區間快車：連續假期時以電聯車行駛加班車，最高時速110公里。
- 高速鐵路（台灣高速鐵路）
  - 現時使用以日本新幹線700系為基礎的700T型列車運行。從台北南港至高雄左營最快只需1小時45分，最高時速為300公里。

另可參見
- 台灣鐵路運輸
- 對號列車

### 日本
日本的城際鐵路可分為兩類：
- 新幹線：日本的高速鐵路系統，也是全世界第一個高速鐵路系統，採用標準軌，最高營運時速可達320公里，為日本最重要的城際運輸系統。依開業順序有東海道新幹線、山陽新幹線、東北新幹線、上越新幹線、北陸新幹線、九州新幹線、北海道新幹線、西九州新幹線等8條路線。另有路線規格與新幹線系統相容的迷你新幹線（包括山形新幹線及秋田新幹線），以及採用磁浮鐵路規格興建中的中央新幹線。
- 在來線：日本的常規鐵路系統，採用窄軌，有相當多特急列車運行，連結日本全國各大都市。其中特別的有北越急行的白鷹列車，使用681系及683系電車運行，可以以時速160公里運行，是世界上1067mm窄軌運行速度最高者。另外，JR北海道的超級北斗號擁有日本所有特急列車最高的106.2km/h表定速度（日语：鉄道の最高速度）。

### 韓國
韓國高速鐵路是韓國最重要的城際運輸系統便是韓國高速鐵路。目前已有京釜線與湖南線。

### 马来西亚

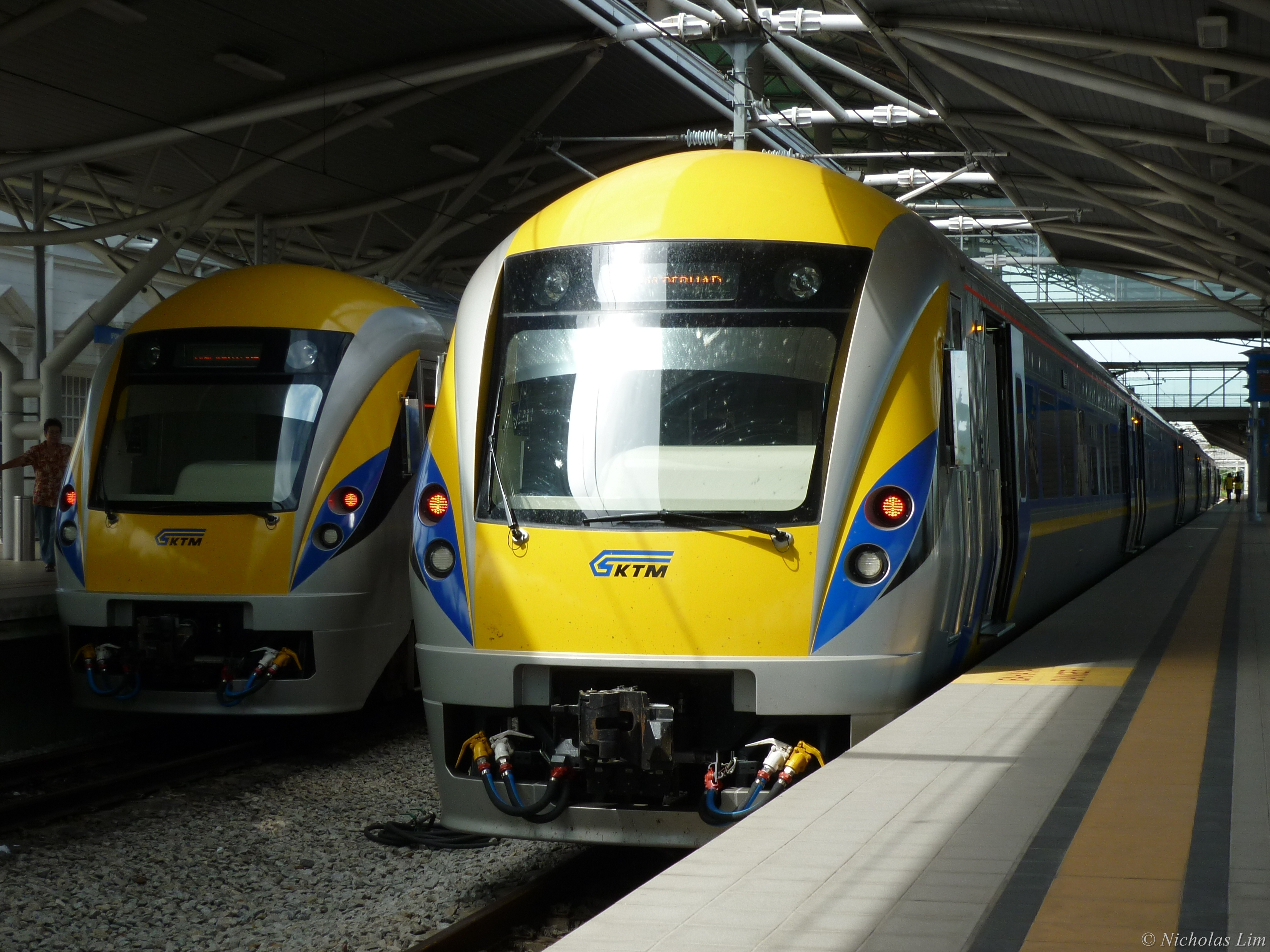
KTM电动列车服务

马来亚铁道（KTM）是沿马来西亚半岛和新加坡行驶的KTM城际铁路的营运部门，并在马泰边界与泰国国铁衔接。 KTM城际列车由柴油供电，并在1,000毫米（3英尺3+3⁄8英寸）的单线铁路上运作。目前轨道正在进行复线和电气化，而中马至北马的轨道都已电气化，并使用更高速的电动列车（ETS）行驶。